# Дивљи свет Грчке
Дивљи свет Грчке укључује разнолику флору и фауну Грчке, земље у јужној Европи. Земља је углавном планинска са врло дугачком, завојитом обалом, коју чине полуострва и многа острва. Клима се креће од средоземне преко умерене до планинске, а станишта укључују планине, брда, шуме, реке, језера, обале и обрађено земљиште.

## Географија
Грчка је држава на Балканском полуострву јужне Европе, а лежи јужно од Албаније, Северне Македоније и Бугарске и западно од Турске. Има дугачку обалу са Средоземним и Егејским морем, а укључује острво Крит и многа мања острва. Континентална Грчка покрива око 80% укупне територије и углавном је планинска. Највећа планинска група је венац Пинд који чини „кичму” грчког копна, а највиши врх је са 2637 метара надморске висине. Највиша планина у земљи, планина Олимп, налази се на истоку и издиже се на 2918 метара надморске висине. Пелопонез, на југу земље, је одвојен од остатка грчког копна од Коринтског и Саронскијског залива.

## Клима
Велик део земље има средоземну климу са топлим сувим летима и кишом која пада зими. Острва углавном имају средоземну климу, с тим што на Крит посебно утиче његово поморско окружење и близина Африке. Виши региони западних и централних делова земље, као и планински делови Пелопонеза, садрже планинску климу. Клима је веома разнолика у целој земљи; снег се може наћи и у јуну на врховима, док низије имају високе температуре.

## Флора
Грчка има велику разноликост васкуларних биљака међу својом флором. Године 2013. било је 5752 врсте и 1893 подврсте домаћих и унесених биљака, за укупно 6620 таксона, укључујући 1278 врста ендемизма и 452 ендемске подврсте. До јуна 2018. године, број врста је ревидиран нагоре, са пописаних 6695 таксона, који се састоје од 5828 врста и 1982 подврсте, које припадају 1073 рода и 185 породица.
Грчку карактерише грмље макија које укључује црнику и Arbutus andrachne, као и прнар, планику, зелену маслину, ловор, кедар, жувку и друге. Интензивна употреба земљишта свела је ове шуме на остатке. Од листопадних врста најчешћи су јасен, брест, маклен, Јудино дрво, приморска смрдљика, руј и друго. Грчка је била повезана са западном Турском током плиоценске ере, а две земље имају много идентичних биљака међу својом флором. Phoenix theophrasti има врло ограничен домет у јужној Грчкој и на Криту, са неколико састојина у Турској.

## Фауна
Међу већим сисарима месождерима пронађеним у Грчкој су европска дивља мачка, балкански рис, риђа лисица, обични шакал, вук, евроазијски браон медвед, америчка видрица, мала ласица, твор, шарени твор, куна белица, куна златица, јазавац, видра и двадесетак врста слепих мишева. Острво Јарос је станиште за највећу популацију средоземних морских медведица, а у грчким водама је забележено петнаестак врста китова, делфина и плискавица.
У копитаре пронађене у Грчкој спадају дивља свиња, обични јелен, јелен лопатар, срна, дивокоза и угрожени кри-кри. Присутни су и дивљи и европски зец, белопрси и белогруди јеж, обична кртица, десетак врста ровчица и тридесетак врста глодара (веверице, пухови, мишеви, пацови и волухарице).
Са разноврсном топографијом и стаништима, Грчка има богату фауну птица. То је место сусрета птица са три континента, јужна граница за неке врсте, а северна за друге. Поред резиденцијалних популација птица, многе миграторне врсте посећују земљу док се сезонски крећу између својих узгајалишта и њихових презимљавајућих подручја. У Грчкој је забележено око 450 врста птица. Шума Дадиа на североистоку важно је подручје за птице грабљивице, где су четири врсте лешинара међу тридесет и шест дневних врста грабљивица које су забележене.
Птице које се могу наћи су стрнадица камењарка и црноглава стрнадица и јаребица камењарка. Рамсарска конвенција се брине о мочварним птицама попут језера Керкини, делте Места, делте Марице и њихових слатководних мочвара, језера, сланкастих лагуна, сланих мочвара и блата.
Грчке водене дивље животиње, са разноликим спектром ендемских слатководних риба, око 160 врста је пописано 2015. Постоји и неколико врста Petromyzontiformes, нарочито три врсте ендемичне за Грчку: епирска, грчка и алмопајска поточна Petromyzontiformes. Језеро садржи ендемску рибу Alosa macedonica која се комерцијално ловила. Унутар ципринидних риба постоји Barbus euboicus, пронађена само на острву Евија, критично је угрожена и прете јој све веће суше и ограничено кретање.